# 萘基异丙胺
萘基异丙胺（开发代号PAL-287），分子式C13H15N，用作兴奋剂和酒精成瘾的试验药物。